# American Star
Pour les articles homonymes, voir American Star.
Pour plus de détails, voir Fiche technique et Distribution.
American Star est un thriller britannique écrit par Nacho Faerna, réalisé par Gonzalo López-Gallego et sorti en 2024. 
Le film, produit par Ian McShane et Michael Elliott, met en vedette Ian McShane, Thomas Kretschmann, Nora Arnezeder, Adam Nagaitis, Fanny Ardant et Oscar Coleman.
American Star est sorti en salles et également en numérique le 26 janvier 2024 aux États-Unis par IFC Films, et au Royaume-Uni le 23 février 2024 par Vertigo Releasing.

## Synopsis
Wilson, un tueur à gages vieillissant, lassé de sa vie violente, se rend à Fuerteventura pour un travail. L'absence de sa cible le conduit à des vacances paisibles, où il se lie d'amitié avec Gloria, une barmaid, et noue des liens inattendus avec les habitants de l'île. Alors que Wilson baisse sa garde, l'inévitable retour à son métier perturbe cette parenthèse paisible.

## Fiche technique
Sauf indication contraire, les informations mentionnées dans cette section peuvent être confirmées par la base de données cinématographiques IMDb,  présente dans la section « Liens externes ».
- Titre original : American Star
- Réalisation : Gonzalo López-Gallego
- Scénario : Nacho Faerna
- Photographie :
- Montage :
- Musique :
- Production : Ian McShane, Michael Elliott
- Sociétés de production :
- Pays de production : Royaume-Uni
- Langue originale : anglais
- Format : couleur
- Genre : thriller
- Durée :  107 minutes
- Dates de sortie[7] :
  - États-Unis : 26 janvier 2024

## Distribution
Sauf indication contraire, les informations mentionnées dans cette section peuvent être confirmées par la base de données cinématographiques IMDb,  présente dans la section « Liens externes ».
- Ian McShane : Wilson[8]
- Thomas Kretschmann : Thomas[9]
- Nora Arnezeder : Gloria[9]
- Adam Nagaitis : Ryan[9]
- Fanny Ardant : Anne[9]
- Andrés Gertrúdix : Cowboy[9]
- Sabela Arán (es) : Linda[9]
- Oscar Coleman : Max[9]
- Pedro Alberto Galindo : Hotel Barman
- Diana Lazarova : Musician
- Krasimir Krasimirov : Musician
- Whisper Biggins : Man in Mojo Bar

## Production
Le film est produit par Ian McShane et Michael Elliott, et est une production des sociétés britanniques Tamariska et Emu Films en association avec Aquí y Allí Films et Cayuga Ficción, basées à Madrid,,.
Le tournage principal a eu lieu aux îles Canaries.
Le 12 décembre 2023, la bande-annonce d'American Star est publiée par IFC Films

## Sortie
American Star a été projeté à New York le 18 janvier 2024. Il est sorti aux États-Unis le 26 janvier 2024 et au Royaume-Uni le 23 février 2024,.

## Réception
Matt Zoller Seitz de RogerEbert.com a attribué au film 3 étoiles sur 4, le qualifiant de « film exceptionnellement intelligent et déterminé qui ne dit pas grand-chose, mais qui est plein d'émotion ».

## Analyse
Le titre du film est le nom d'un navire naufragé au large de l'île de Fuerteventura. En entendant son histoire, Wilson se rend compte qu'il est plus âgé que lui. Le film présente le navire comme un objet apparemment immobile, plus fragile qu'il n'y paraît.
L'épave de l'American Star est une métaphore de Wilson lui-même : un vestige du passé, usé, solitaire, en attente de sa fin et incarne aussi la désintégration lente et le destin inévitable, les thèmes centraux du film.